# Elisabeth Langgässer
Elisabeth Langgässer, född 23 februari 1899 i Alzey, Rheinhessen, död 25 juli 1950 i Karlsruhe, var en tysk författare. Hon skrev i en anda av kristen mystik. Bland hennes huvudteman återfanns konflikten mellan de djävulska drifterna och det gudomliga. Hon blev känd främst för sin poesi och sina noveller. 
Langgässer var mor till den svenska journalisten och författaren Cordelia Edvardson.